# Calisto pulchella
Calisto pulchella är en fjärilsart som beskrevs av Percy I. Lathy 1899. Calisto pulchella ingår i släktet Calisto och familjen praktfjärilar. Inga underarter finns listade i Catalogue of Life.